# Pasówka rudosterna
Pasówka rudosterna (Passerella iliaca) – gatunek małego ptaka z rodziny pasówek (Passerellidae), zamieszkujący Amerykę Północną. Nie jest zagrożony.

## Systematyka
P. i. iliaca
     P. i. unalaschcensis
     P. i. schistacea
     P. i. megarhyncha

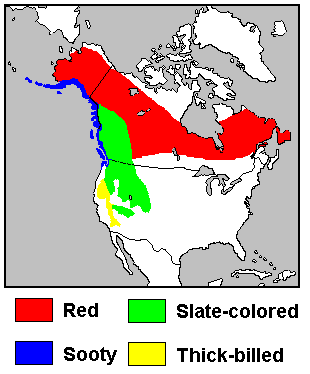
Tereny lęgowe czterech grup podgatunków:
P. i. iliaca
P. i. unalaschcensis
P. i. schistacea
P. i. megarhyncha

W niektórych ujęciach systematycznych jest to jedyny przedstawiciel rodzaju Passerella, ale część autorów dzieli ten takson na cztery osobne gatunki.
Wyróżniono kilkanaście podgatunków P. iliaca:
- P. iliaca unalaschcensis (J. F. Gmelin, 1789) – pasówka północna – Aleuty i południowo-zachodnia Alaska.
- P. iliaca townsendi (Audubon, 1838) – południowo-wschodnia Alaska, Wyspy Królowej Charlotty.
- P. iliaca fuliginosa Ridgway, 1899 – wybrzeża południowo-wschodniej Alaski do północno-zachodnich USA.
- P. iliaca annectens Ridgway, 1900 – Yakutat Bay.
- P. iliaca insularis Ridgway, 1900 – Kodiak.
- P. iliaca sinuosa Grinnell, 1910 – południowa Alaska.
- P. iliaca chilcatensis J. D. Webster, 1983 – południowo-wschodnia Alaska do północno-zachodniej Kolumbii Brytyjskiej.
- P. iliaca schistacea S. F. Baird, 1858 – pasówka szarawa – Kanada (południowo-zachodnia do południowo-środkowej), północno-środkowe i zachodnio-środkowe USA.
- P. iliaca altivagans Riley, 1911 – wewnętrzna część południowo-zachodniej Kanady.
- P. iliaca canescens Swarth, 1918 – wschodnia Kalifornia i centralna Nevada.
- P. iliaca olivacea Aldrich, 1943 – południowo-zachodnia Kanada i północno-zachodnie USA.
- P. iliaca swarthi Behle & Selander, 1951 – północno-zachodni Utah i południowo-wschodnie Idaho.
- P. iliaca megarhyncha S. F. Baird, 1858 – pasówka grubodzioba – południowo-zachodni Oregon i Kalifornia.
- P. iliaca zaboria Oberholser, 1946 – północno-zachodnia i środkowa Alaska, zachodnia Kanada.
- P. iliaca iliaca (Merrem, 1786) – pasówka rudosterna – środkowa i wschodnia Kanada.

Międzynarodowy Komitet Ornitologiczny (IOC) do P. iliaca zalicza jedynie podgatunek nominatywny i P. i. zaboria, a pozostałe podgatunki wydziela do trzech osobnych gatunków: P. unalaschcensis, P. schistacea i monotypowego P. megarhyncha. Podobne ujęcie systematyczne stosuje IUCN.

## Morfologia
Długość ciała 16–19 cm. U wschodniego podgatunku ogon rdzawy, także rdzawa barwa na szarej głowie i grzbiecie oraz na skrzydłach. Podgatunek z rejonów centralnych ma grzbiet oraz głowę szarą, z rdzawym nalotem. U podgatunków z zachodniego wybrzeża pióra ciemnobrązowe. Wszystkie podgatunki mają pierś w gęste kreski, często z plamą na środku.

## Zasięg, środowisko
Zarośla w północnej części Ameryki Północnej; na południu w zachodnich górach. Zimę spędza wzdłuż środkowo-zachodniego i południowo-zachodniego wybrzeża, środkowo-wschodniej i południowo-wschodniej części Ameryki Północnej.

## Status
Międzynarodowa Unia Ochrony Przyrody (IUCN) od 2016 roku dzieli pasówkę rudosterną na cztery osobne gatunki i klasyfikuje je następująco:
- P. iliaca – gatunek najmniejszej troski (LC, Least Concern), trend liczebności populacji stabilny[4].
- P. unalaschcensis – gatunek najmniejszej troski (LC, Least Concern), trend liczebności populacji stabilny[7].
- P. schistacea – gatunek najmniejszej troski (LC, Least Concern), trend liczebności populacji stabilny[8].
- P. megarhyncha – gatunek najmniejszej troski (LC, Least Concern), trend liczebności populacji stabilny[9].

Organizacja Partners in Flight szacuje liczebność populacji lęgowej pasówki rudosternej (w szerszym ujęciu systematycznym) na około 20 milionów dorosłych osobników. Ocenia się, że w latach 1966–2015 liczebność tego gatunku zmniejszyła się o 51%.